# Francesco da Barberino
Pour les articles homonymes, voir Barberino.
Francesco da Barberino (né en 1264 à Barberino Val d'Elsa et mort en 1348 à Florence) est un poète lyrique toscan.
Élève de Brunetto Latini, Francesco da Barberino a publié les Documenti d'Amore, poème moral sur les vertus et leur récompense, imprimé à Rome en 1640.
Il est l’auteur de commentaires de textes troubadouresques qui constituent des sources précieuses pour la connaissance de certains troubadours mineurs ou peu documentés, tels Raimon d’Anjou,.

## Biographie
Francesco da Barberino naquit en 1261, à Barberino, clans la Valdelsa, en Toscane. Son père se nommait Neri di Rinuccio. Francesco fit ses premières études sous le célèbre Brunetto Latini. Il s’appliqua ensuite à la jurisprudence, et, après la mort de son père, il prit l’état de notaire public. II voyagea en Provence, en France, et y passa quatre ans, et même davantage ; il séjourna surtout longtemps à Avignon, où la cour pontificale était alors. De retour à Florence, en 1315, il y reçut le laurier de docteur en droit. Il était intime ami et parent de l’évêque de Florence, Antonio d'Orso, qui lui donna une partie de ses biens. D’Orso étant mort en 1321, Barberino eut à soutenir un procès contre les nonces apostoliques, qui réclamaient les biens de cet évêque, provenant, disaient-ils, des aumônes qu’il avait reçues pour envoyer des secours dans la terre sainte, et dont il n’avait pas le droit de disposer autrement. Barberino se défendit vigoureusement, prouva que ce qu’il avait reçu n’était que le remboursement d’avances faites, et garda les biens. Il mourut en 1348, âgé de 84 ans.

## Œuvres

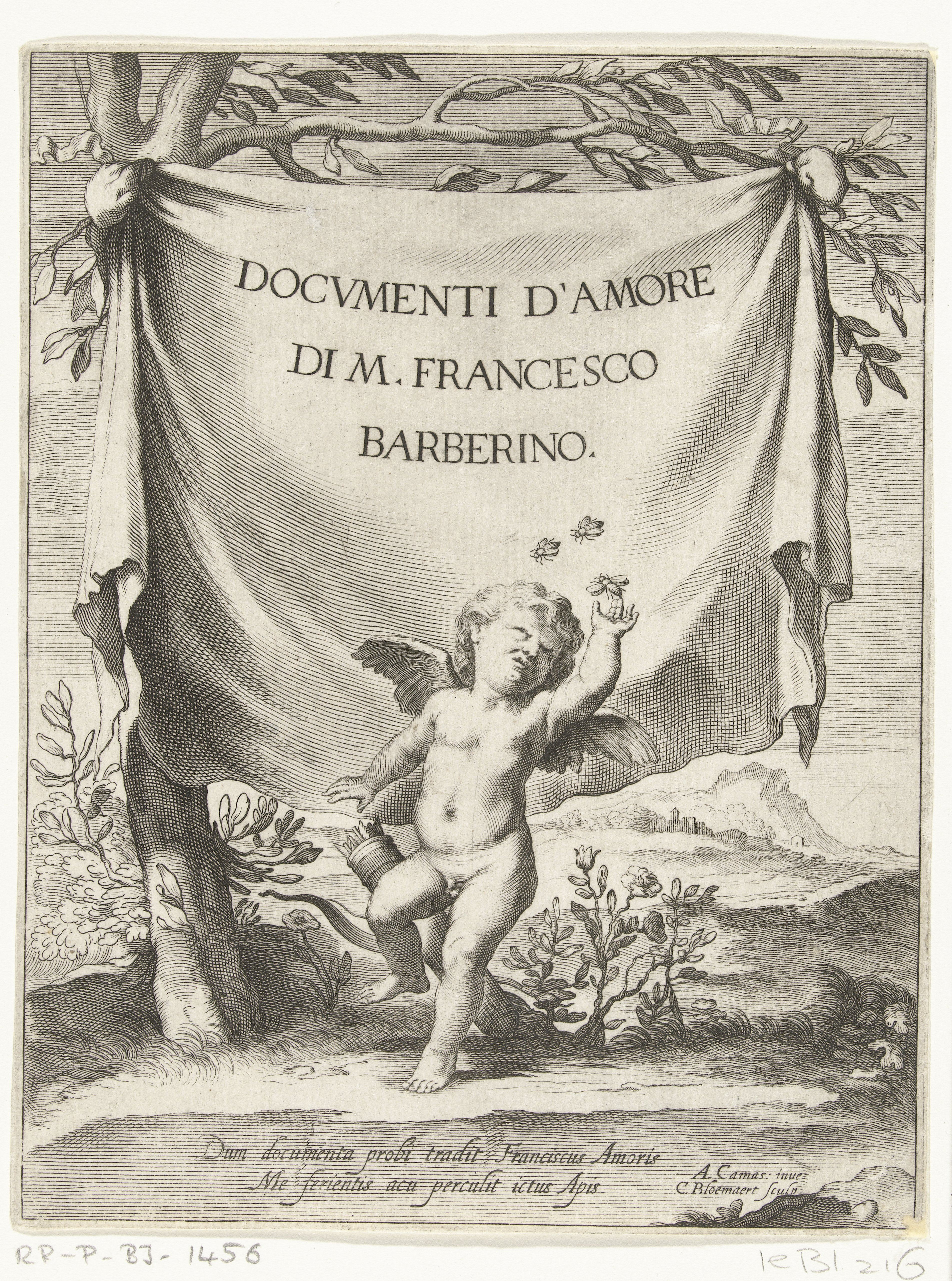
Francesco da Barberino, Documenti d'Amore, Rome, 1640

Francesco da Barberino s’est surtout rendu célèbre par un ouvrage intitulé : Documenti d’amore, qui, après être resté longtemps enseveli dans les bibliothèques, a été imprimé, pour la première fois, à Rome, 1640, in-4°. Federico Ubaldini, qui donna cette édition, y joignit une vie de Barberino, son portrait, une jolie gravure à chacun des Documenti, plusieurs autres poésies du même auteur, et à la fin une table explicative des mots et des locutions qui lui sont propres, très-utile pour l’étude approfondie de la langue. Il ne faut pas croire que cet ouvrage, que l’auteur commença vers l’an 1290, n’ait pour objet que l’amour proprement dit. C’est un traité de philosophie morale, où sont présentés les préceptes les plus essentiels de toutes les vertus. Il est divisé en 12 parties, dont les sujets sont : la Docilité, l’Adresse ou la Dextérité (Industria) ; la Constance ; la Discrétion ; la Patience ; l’Espérance ; la Prudence ; la Gloire ; la Justice ; l’Innocence, la Reconnaissance ; et, ce qui est plus singulier, l’Éternité. Barberino y employa des vers de différentes mesures, dont la plupart étaient peut-être de son invention. Crescimbeni, (Historia della volgar poesia), le cite souvent comme une autorité. Il lui reproche seulement d’avoir trop imité les poètes provençaux, dont la langue et les poésies lui étaient en effet très-familières. Il est cependant compté parmi les écrivains qui font, comme on dit en italien, texte de langue, et souvent cité par les académiciens de la Crusca.